# Paul Kantner
Paul Lorin Kantner (San Francisco, 17 marzo 1941 – San Francisco, 28 gennaio 2016) è stato un chitarrista e cantante statunitense, noto per essere stato membro dei Jefferson Airplane e fondatore dei Jefferson Starship.

## Biografia
Anche se la band fu originariamente fondata da Marty Balin a San Francisco durante l'estate del 1965, Kantner divenne un elemento portante dei Jefferson Airplane e di altre loro incarnazioni, inclusi i Jefferson Starship.
Kantner sosteneva che l'uso delle droghe psichedeliche come l'LSD serviva per l'espansione della mente e la crescita spirituale. Fu un esponente di rilievo nella lotta per la legalizzazione della marijuana.  In un'intervista del 1986, Kantner disse di cocaina e alcol: "La cocaina, in particolare, è una delusione. Si tratta di una droga nociva che trasforma le persone in cretini. E l'alcol è probabilmente la peggiore di tutte le droghe. Invecchiando con l'esperienza della vita, ci si rende conto che i farmaci non aiutano, soprattutto se ne abusi".
Morì il 28 gennaio 2016, a 74 anni a seguito delle conseguenze di un attacco cardiaco, nello stesso giorno della scomparsa della prima cantante degli Airplane, Signe Toly Anderson.

## Discografia
Con i Jefferson Airplane
Album studio
- 1966 - Jefferson Airplane Takes Off
- 1967 - Surrealistic Pillow
- 1967 - After Bathing at Baxter's
- 1968 - Crown of Creation
- 1969 - Volunteers
- 1971 - Bark
- 1972 - Long John Silver
- 1989 - Jefferson Airplane

Live album
- 1969 - Bless Its Pointed Little Head
- 1973 - Thirty Seconds Over Winterland

Raccolte
- 1974 - Early Flight (con inediti)

Come solista
- 1970 - Blows Against the Empire
- 1971 - Sunfighter (con (Grace Slick)
- 1973 - Baron von Tollbooth and the Chrome Nun (con Grace Slick e David Freiberg)

Con i Jefferson Starship
Album  in studio
- 1974 - Dragon Fly
- 1975 - Red Octopus
- 1976 - Spitfire
- 1978 - Earth
- 1979 - Freedom at Point Zero
- 1981 - Modern Times
- 1982 - Winds of Change
- 1984 - Nuclear Furniture
- 1995 - Deep Space / Virgin Sky
- 1999 - Windows of Heaven
- 2001 - Across the Sea of Suns
- 2008 - Jefferson's Tree of Liberty

Solista
- 1983 - Planet Earth Rock and Roll Orchestra

Con la KBC Band
- 1986 - KBC Band

Partecipazioni
- 1974 - Manhole (Grace Slick)